# Розье, Жозеф Бернар
Жозеф Бернар Розье (фр. Rosier; 1804 — 1880) — французский писатель, автор множества драматических произведений (главным образом водевилей), имевших успех в 1830—1840-х годах.

## Биография
Жозеф Бернар Розье начал работу писцом в адвокатском бюро, но уже с 1830 года начал заниматься литературой и драматургией. Он написал много пьес, который в XIX веке стали очень известными и часто ставились в разных театрах Европы, к примеру в Комеди Франсез, театре Варьете и др.